# Парк природе Грмија
Парк природе Грмија налази се на источном ободу великокосовске котлине у непосредној близини Приштине, са својим бројним садржајима, главно је излетиште становника Приштине. Његову северну границу чини долина реке Приштевке, а јужну Мраморска, Бадовачка и реке Грачанка. Најистакнутији облик рељефа представља венац Бутовачког брега (1.095 m) који истовремено представља и хидрогеографско чвориште Приштевке, Велуше и Грачанке. Најмаркантнију геоморфолошку целину представља изворишна челенка или базен Велуше.
Према националној легислатури има статус парка природе од 1987. године. Упркос својој правној заштити, подручје је под сталним негативним деловањем човека услед дивље градње и развоја инфраструктуре, људског боравка у природи, сече шума и претеране испаше.
Због свог географског положаја и климатских услова, Грмија има богату фауну са 63 врсте животиња и око 600 врста биљака.
На локацији природног језера које се пунило планинском водом 1989. године је изграђен велелепни базен а касније реновиран 2013. Претходна дубина од 4,7 метара је коригована на 1,8 а дно је обојено у плаво ради боље видљивости што олакшава посао спасиоцима и помаже у одржавању.
Геолошки гледано, утврђено је да се планински масив Грмија састоји од слојева формираних током палеозојских, мезозоичних и ћенозоичних периода, где су доминантни кречњак, силицијум и песак.
Биљни покривач Грмије са уделом од 95% чини листопадна шумска вегетација у оквиру које доминирају мозофилне букове шуме, уз заступљеност и термофилне храстове шуме.
Ово подручје располаже богатом и разноврсном флором која је представљена реликтним, ендемичним и ендемореликтним врстама – Quercus trojana, Paeonia decora, Limun gallicum и Daphne laureala. Фауна је на овом подручју представљена са 63 врсте – водоземци (даждевњак Salamandra salamandra, жаба крастача Bufo bufo, гаталинка Hyla arborea), гмизавци (шумска корњача Testudo hermanni, смук Elaphe longissima, поскок Vipera ammodytes), птице (мали детлић Dendrocopos minori, црноглава грмуша Syluna acricapilla), црна жуна Drycopus martius), сисари (вук Canis lupus, јеж Erinaceus europaeus, веверица Sciurus vulgaris) и др.

## Врсте

### Птице
Accipiter nisus, Buteo buteo, Luscinia megarhynchos, Turdus merula, Emberiza calandra, Syluna acricapilla

### Сисари
Talpa europaea, Microtus arvalis, Spalax leucodon, Apodemus sylvaticus, Myoxus glis, Canis lupus, Sciurus vulgaris